# Sperone degli Abruzzi

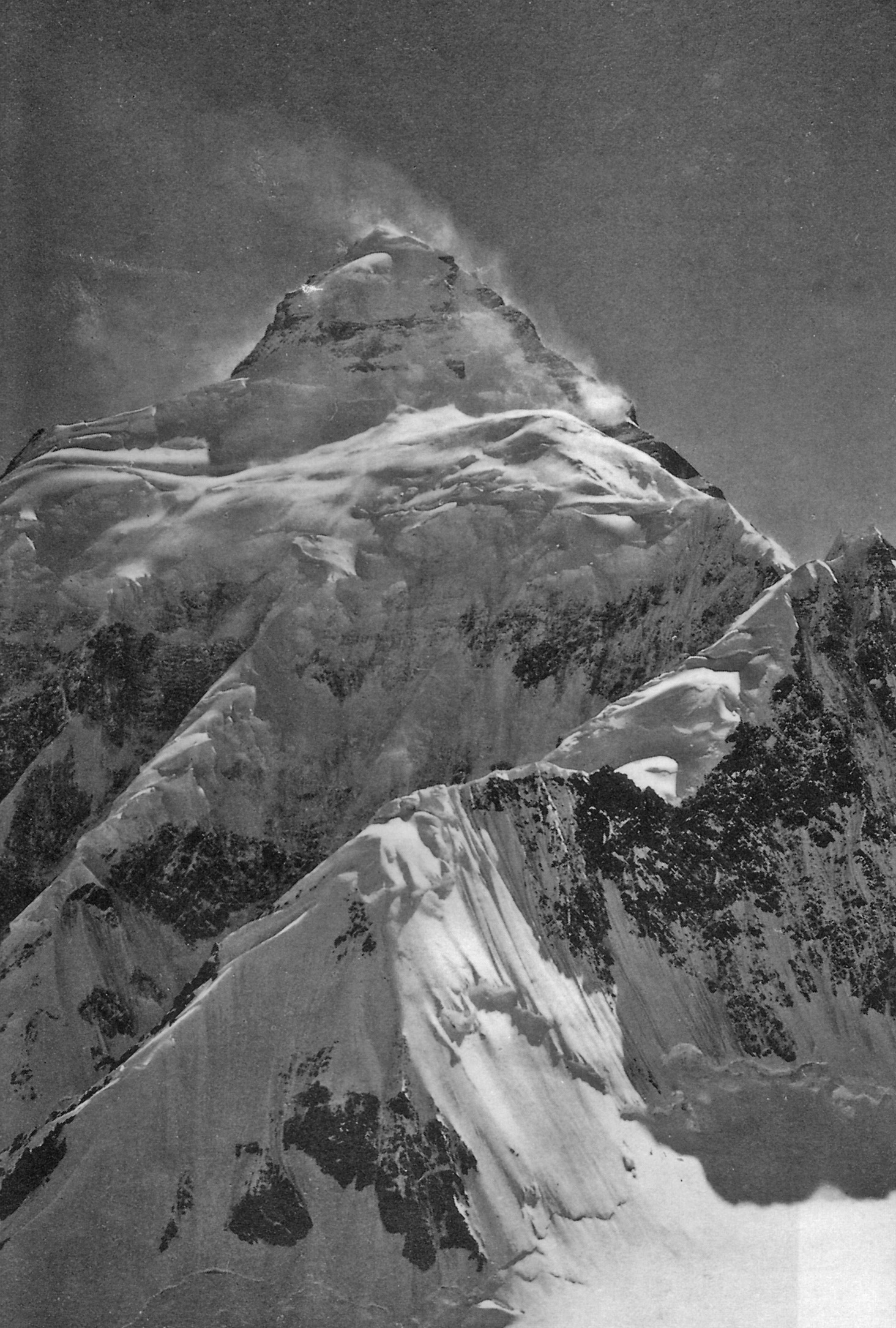
K2 da est, fotografato da Vittorio Sella durante la spedizione italiana del duca degli Abruzzi del 1909.

Lo Sperone degli Abruzzi (in inglese Abruzzi Spur) è una via del versante pakistano del K2 che segue la cresta sudest, la via più utilizzata per salire in vetta e considerata quasi la via normale, nonostante presenti delle difficoltà talmente importanti che altre vie le sono preferite, perché ritenute meno impegnative.
Deve il suo nome al grande alpinista italiano Luigi Amedeo duca degli Abruzzi che per primo la esplorò nel 1909 nel corso di una delle prime spedizioni al K2.

## Storia
Fu la via utilizzata per la prima scalata della montagna ad opera di Achille Compagnoni e Lino Lacedelli nella spedizione italiana del 1954 guidata da Ardito Desio.

## Descrizione
Segue la cresta sud-est e comincia a circa 5400 metri, luogo dove si può installare un campo base avanzato sopra al ghiacciaio Godwin-Austen. Dopo una serie di difficoltà iniziali (pericolo di caduta di materiale roccioso dalle sezioni soprastanti) e dopo aver stazionato al Campo 1 a quota 6000 metri, si presenta la prima delle due famose e difficili arrampicate: il Camino (House Chimney) superato il quale ci si riposa al Campo 2, posto sotto a una roccia su un tratto molto ventoso ed esposto.
La salita verso il Campo 3 (a circa 6700 m) costringe l'alpinista ad affrontare la sezione più tecnica dell'intera scalata, la famigerata Piramide Nera (The Black Pyramid), un misto di roccia e ghiaccio praticamente verticale; al termine della Piramide si trova il Campo 3, a circa 7250 m, dove inizia un tratto nevoso con pendenze meno ripide, tra i 25 e i 45 gradi, ma sempre esposto ai freddi venti che si incanalano tra il K2 e il vicino Broad Peak e al rischio valanghe. Al termine dei pendii si giunge alla evidente Spalla (The Shoulder) dove si piazza il Campo 4 ad una quota variabile tra i 7500 e gli 8000 m, a seconda delle condizioni meteorologiche.
L'ultimo grande ostacolo per la vetta è il Collo di Bottiglia (The Bottleneck), situato a 8300 metri circa, un couloir lungo circa 100 metri pericolosamente vicino a un muro di seracchi nella parte sommitale est; dopo aver attraversato un ultimo tratto nevoso in forte pendenza si raggiunge finalmente la cima.

## Varianti alternative
Lo Sperone Sud-Sudest o Via Cesen è una variante dello Sperone degli Abruzzi, a cui si ricongiunge. Salita per la prima volta da Tomo Česen in solitaria nel 1986. La linea era già stata tentata dalla spedizione inglese di Doug Scott nel 1983. È forse la via più sicura, in quanto evita il primo grande ostacolo dello Sperone Abruzzi, la Piramide Nera.

## Galleria d'immagini

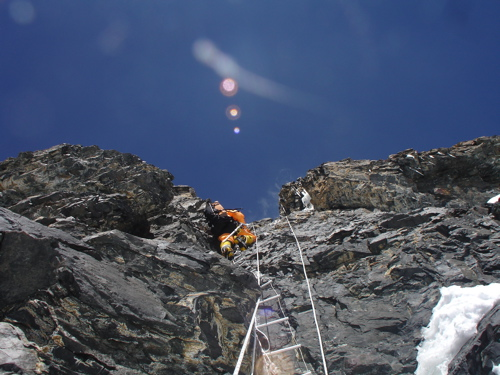
salita lungo lo sperone
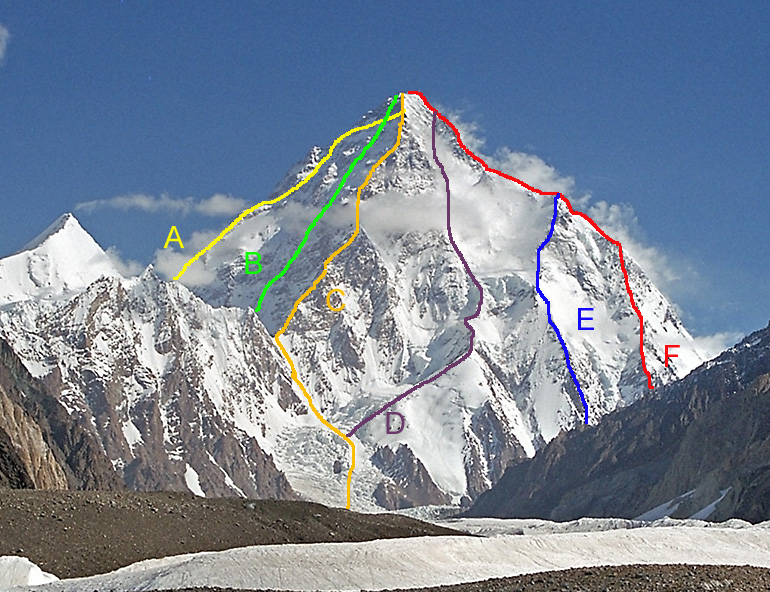
Le principali vie di ascensione aperte sul versante pakistano della montagna. E: Sperone Sud-Sudest; F: Sperone Abruzzi